# Karayiğit, Hasanbeyli
Karayiğit là một xã thuộc huyện Hasanbeyli, tỉnh Osmaniye, Thổ Nhĩ Kỳ. Dân số thời điểm năm 2010 là 676 người.